# Biblioteca de la Abadía de San Gall
La Biblioteca de la Abadía de San Gall (en alemán: Stiftsbibliothek St. Gallen) es una importante biblioteca monástica medieval de la antigua abadía benedictina de San Gall en Suiza. En 1983, la biblioteca, así como la Abadía de San Gall, fueron designadas Patrimonio de la Humanidad de la UNESCO, como un "ejemplo perfecto de gran monasterio carolingio, este convento fue uno de los más importantes en Europa desde el siglo VIII hasta su secularización en 1805. Su biblioteca es una las más ricas y antiguas del mundo y posee valiosos manuscritos, entre los que figura el más antiguo de los planos arquitectónicos en pergamino hallados hasta ahora. Entre 1755 y 1768 fue reconstruido en estilo barroco. La catedral y la biblioteca son los edificios principales de este excepcional conjunto arquitectónico, testigo de doce siglos de ininterrumpida actividad espiritual y cultural."
Ubicada en la localidad homónima es la biblioteca más antigua de Suiza. Fue fundada en el monasterio de San Gall por el primer abad de este monasterio, San Otmaro a principios del siglo VIII. La biblioteca del Monasterio de San Gall posee una de las colecciones más importantes de libros y manuscritos antiguos en Europa. Contiene 2100 manuscritos que datan de los siglos  VIII al XV y 1650 incunables, códices, libros antiguos y grabados. Su colección reúne alrededor de 160 mil libros. En la década de 1990, se creó una biblioteca virtual, en la que se digitalizaron los manuscritos más importantes.
Los libros publicados antes de 1900 se encuentran en una sala de lectura especial. La sala principal de la biblioteca fue reconstruida en el siglo XVIII en estilo barroco rococó. La biblioteca está abierta al público.
Los documentos en los Archivos de la Abadía y en la Biblioteca de la Abadía de San Gall fueron inscriptos en el Programa Memoria del Mundo por la UNESCO en 2017.
La iglesia de la abadía y la biblioteca abacial también figuran en el Inventario suizo de bienes culturales de interés nacional y regional.

## Historia
El emplazamiento surgió de la ermita que el misionario monje irlandés San Galo estableció alrededor de 612 en el alto valle del Steinach, que se ubicada en la orilla del lago de Constanza, en las fronteras suizas alemanas y austriacas.
La abadía de San Gall, su escuela y la biblioteca fueron en toda la Edad Media carolingia y luego feudal, unas de las más importantes, prestigiosas e influyentes instituciones culturales y religiosas del Sacro Imperio Romano, el Occidente cristiano y la expansión del cristianismo en la Edad Media.
La biblioteca fue fundada aproximadamente en el 749 por San Otmaro, creador de una nueva comunidad monástica bajo la regla de San Benito y fundador de la Abadía. Asumió el liderazgo de la comunidad que experimentó su primer auge económico, religioso y espiritual en el siglo IX. Durante un incendio en 937, la abadía fue destruida, pero la biblioteca permaneció intacta.
En 782 es nombrado abad Waldo de Reichenau quien desarrolla la "edad de oro" de la Abadía. En el actual casco antiguo de San Gall se convirtió en una de las bibliotecas monásticas más antiguas e importantes del mundo, escuela monástica y uno de los scriptorium más reconocidos (centro de escritura, copistas e iluminaciones medievales). Los monjes produjeron los manuscritos necesarios para el culto, la escuela y la administración en su propio taller de escritura como el monasterio ha documentado desde mediados del siglo VIII.
La agitación cultural que produce la Reforma alrededor de 1529 no resultó en grandes pérdidas para la biblioteca, ya que el reformador y alcalde de la ciudad, Joachim von Watt ( conocido como Vadian), como humanista era consciente del valor de la biblioteca.
Sin embargo, a lo largo de los siglos, una serie de manuscritos han sido traídos por dignatarios de alto rango. La biblioteca sufrió las pérdidas más significativas en la guerra de Toggenburg en 1712 cuando las victoriosas tropas de Zúrich y Berna ocuparon el monasterio y numerosos manuscritos y grabados se condujeron a Zúrich y Berna. La "disputa de bienes culturales" resultante entre San Gall y Zúrich se resolvió en 2006 a través de un proceso de mediación por el Consejo Federal. La copia del Globo San Gall (Globo de la tierra y el cielo) realizada como parte de este acuerdo ha estado en exhibición en la Biblioteca de la Abadía desde 2009. Además, la Biblioteca central de Zúrich envió de vuelta 40 manuscritos. Al mismo tiempo, el gobierno de Zúrich le dio a la Biblioteca la llamada Vita sancti Galli vetustissima, el fragmento de la biografía sobreviviente más antigua de San Galo que se realizó al comienzo del siglo IX.
La abadía fue secularizada en 1805.

## Sala principal
La sala de libros principal de la biblioteca de la abadía se encuentra artísticamente decorada y equilibrada en sus proporciones, es considerada la mejor sala barroca no eclesiástica de Suiza y uno de los edificios de bibliotecas más perfectamente diseñados del mundo. Bajo los abades Cölestin II, Gugger von Staudach y Beda Angehrn la sala fue diseñada por el arquitecto austriaco Peter Thumb en un estilo barroco tardío, rococó, y construida entre 1758 y 1767.
Se encuentra en el segundo piso del edificio y su superficie es de 9,95 x 28,4 m y una altura de 7,30 m.
Sobre el portal de ingreso a la sala barroca, flanqueado por columnas, una cartela entre querubines contiene la inscripción en griego antiguo XYXHΣ IATPEION, psyché iatreion, que significa "lugar de curación del alma" o " farmacia del alma." La sala está diseñada en forma de una sala de pilares de cinco pasillos. Hay una galería a mitad del pasillo. La longitud de las estanterías y los nichos de las ventanas se alternan. Los pilares están sangrados en el pasillo y reforzados en las esquinas con columnas decorativas corintias. Entre tales pilastras planas, los libros se encuentran en estanterías enrejadas. Tres de las columnas son móviles y develan la lista de obras que están contenidas en las vitrinas correspondientes.
El piso de madera de abeto, luce cuatro grandes estrellas y bucles en forma de zarcillo que están incrustados en madera de nogal. Los interiores de madera ornamentados se realizaron en el taller del monasterio.
El techo está decorado con numerosos trabajos de estuco ornamentado y cuadros abovedados realizados entre 1762 y 1763. Parte de la secuencia de imágenes se refiere a la función de una biblioteca del monasterio sirviendo de guía pastoral, erudita y pedagógica. Las imágenes más grandes representan los cuatro primeros concilios ecuménicos (Nicea en 325, Constantinopla en 381, Éfeso en 431 y Calcedonia en 451) y la virgen María. Los padres de la Iglesia se representan simbólicamente en los laterales: San Gregorio Magno, San Agustín, San Ambrosio, San Jerónimo, y San Anselmo de Canterbury. Las pinturas grisallas más pequeñas (en tonos de gris) muestran alegorías de la erudición científica del monasterio. Los retratos de los dos constructores Cölestin Gugger (1740–1767) y Beda Angehrn (1767–1796) están en los lados estrechos del pasillo en la galería. Una puerta de hierro en el lado sur de la galería conduce al inaccesible antiguo gabinete de manuscritos con un valioso trabajo de incrustaciones de marquetería originados en el taller de la carpintería del monasterio.
Entre las ricas decoraciones se manifiestan también las grandes áreas del conocimiento. Los temas están representados por doradas figuras de niños (erotes o putti) en pequeños nichos, cada uno de ellos portan elementos que se corresponden a la disciplina.
Estaban involucrados en la construcción Peter Thumb, padre y su hijo Michael,  como constructores; el trabajo de estuco ornamental en estilo rococó fue realizado por los hermanos Johann Georg Gigl y Matthias Gigl de la escuela de Wessobrunn, los frescos del techo de Joseph Wannenmacher de Tomerdingen; la carpintería fue realizada por el monje del monasterio Gabriel Loser y su personal.
Incluida entre las bibliotecas más bellas del mundo, se realizan visitas guiadas. Por protección en la sala solo se puede ingresar con zapatillas de fieltro.

## Colecciones
La colección de la biblioteca es la más antigua de Suiza, y una de las bibliotecas monásticas más antiguas e importantes del mundo. La biblioteca posee casi 160,000 volúmenes, y la mayoría está disponible para uso público. Además de los libros impresos más antiguos, la colección incluye 1650 incunables (libros impresos antes de 1500) y 2100 manuscritos que datan de los siglos  VIII al XV. Entre los más notables manuscritos se encuentran ejemplos de los estilos de producción irlandesa, carolingia y otomana. Estos códices se mantienen dentro de vitrinas, cada una de las cuales está rematada por un querubín tallado ofreciendo una pista visual sobre el contenido de los estantes a continuación; Por ejemplo, en el caso de los materiales relacionados con la astronomía posee un querubín observando los libros a través de un telescopio. Los libros publicados antes de 1900 deben consultarse en una sala de lectura especial.
El número de manuscritos en el monasterio creció constantemente. El catálogo más antiguo de la biblioteca principal, creado entre 860 y 865, enumera un total de 426 títulos con 294 entradas. Además, había una escuela y una biblioteca de la iglesia, así como colecciones individuales de libros de los monjes.
Debido a la invasión húngara de 926 y la conflagración de 937, se perdieron varios manuscritos. Se evitaron pérdidas mayores gracias a la intervención de Viborada. Esta había predicho la invasión húngara, por lo cual los manuscritos se trasladaron a la isla monástica de Reichenau para que luego pudieran ser rescatados. La propia Viborada fue asesinada violentamente en su celda por los magiares conocidos como húngaros. Como la primera mujer en la historia de la iglesia, fue oficialmente canonizada en 1047 por el papa Clemente II. Hoy es considerada la patrona de las bibliotecas y los bibliófilos. Se la representa portando un libro en la mano, para significar los libros que ella salvó.
Se ha creado una biblioteca virtual para proporcionar un acceso más amplio a los manuscritos: Codices Electronici Sangallenses. Este proyecto se ha expandido para incluir también códices de otras bibliotecas y está operando bajo el nombre de E-codices. Actualmente, más de 600 manuscritos de la biblioteca de la Abadía de Saint Gall están disponibles en formato digital.

## Obras singulares de la colección
La biblioteca de la abadía de San Gall conserva más de 160.000 libros originales, entre ellos, 2100 manuscritos de los siglos  VIII al XV, 1650 incunables, varios códices, libros antiguos de la literatura medieval, documentos y variados materiales impresos que incluyen:
- Antifonario Hartker (Antiphonarium officii): "La sección de invierno del Antifonario llamado de Hartker: canciones de los monjes de San Gall para la liturgia de las horas, copiadas y anotadas con notación neumática por el monje y recluso Hartker de San Gall. Obra gráfica maestra por la escritura, notación neumática e iniciales iluminadas. El más importante de todos los manuscritos corales medievales, con cuatro dibujos a lápiz de alta calidad y colores."[11] En pergamino. Cod. Sang. 390
- Chanson des Nibelungen (manuscrit saint-gallois des Nibelungen B avec la Chanson des Niebelungen, la «Klage», «Parzival» et «Willehalm» de Wolfram von Eschenbach et avec «Karl der Grosse» de Stricker): "Este manuscrito también llamado «St. Galler Epenhandschrift»), escrito en dos columnas y de una manera muy uniforme por tres copistas principales anónimos y cuatro copistas secundarios, ofrece la mejor escritura una colección única de historias de héroes y caballeros en alemán antiguo medio."[11] En pergamino. Cod. Sang. 857.
- Codex Abrogans (Abrogans - Vocabularius (Keronis) et Alia): "El libro más antiguo en alemán, un manuscrito de Abrogans, que data de alrededor de 790, que contiene el más antiguo Padre Nuestro y Credo en alemán."[11] En pergamino. Cod. Sang. 911.
- Codex Delta ("Codex Delta": libro del Evangelio en griego con traducción latina interlineal): "Codex Delta: libro del evangelio en griego con traducción interlineal al latín, copiado por monjes irlandeses, probablemente en la abadía de Bobbio (norte de Génova), alrededor de 850. Es uno de los textos más importantes. por la historia de la transmisión de la Biblia en griego antiguo. El libro, cuyas iniciales están completamente coloreadas, es interesante desde un punto de vista artístico. En la página 129 está el repertorio de un ciclo griego de imágenes de los Evangelios con 42 títulos. El manuscrito también incluye la única copia conservada (fragmentaria) del Carmen de Evangelio.del Pseudo-Hilarius." En pergamino. Cod. Sang. 48.
- Vademecum de Walahfrid Strabo: "El Vademecum (libro personal) de un erudito de Reichenau y el padre Walahfrid Strabo (808-849), uno de los pocos manuscritos autógrafos conocidos de personalidades de la Alta Edad Media, que contiene varios textos, escritos por muchas manos diferentes entre 825 y 849. interior (p. 277) es un laberinto y alfabetos diferentes (p. 320-321), entre otras cosas un alfabeto rúnico."[11] Cod. Sang. 878.
- El glosario del palimpsesto Abba-Ababus: "Es uno de los manuscritos más antiguos de la Biblioteca de la Abadía de San. Gall que todavía existe como un libro encuadernado. El glosario, en el que una palabra latina se explica por otra, probablemente fue escrita en la Abadía de Bobbio a partir de textos del siglo V. Los textos inferiores, más o menos legibles, contienen fragmentos de los salmos y el libro de Jeremías del Antiguo Testamento o extractos de obras del gramático Donato y el poeta romano Terence. Con una miniatura de un retórico en pose de orador."[11] En pergamino. Cod. Sang. 912.
- Veterum Fragmentorum Manuscriptis Codicibus detractorum collectio Tom. I -II.: "Colección de fragmentos II de la Biblioteca de San Gall ("Veterum Fragmentorum Tomus II"). Además de otros textos, este volumen contiene 110 hojas aisladas de diferentes tamaños de la versión más antigua de la Vulgata de los Evangelios, escrita en el norte de Italia (¿Verona?) Alrededor de 410/420, fragmentos de un manuscrito. salmos en latín y griego, respectivamente, de los siglos  VII y X, así como un número bastante grande de fragmentos irlandeses de la Biblioteca del siglo  VII al IX, entre otros la representación del evangelista Mateo escribiendo con su símbolo (p. 418), una cruz (p. 422) y una inicial de "Peccavimus"." En pergamino. Cod. Sang. 1394 y 1395.
- Cantatorium de Saint-Gall: "el manuscrito musical completo más antiguo del mundo, con notación neumática. Contiene las canciones solistas interpretadas durante la misa y representa la fuente principal para la reconstrucción del canto gregoriano. Copiado y anotado con neumas (notación neumática) en la Abadía de San Gall entre 922 y 926. Encuadernado en una caja de madera cubierta (en el frente) con una placa de marfil tallada alrededor de 500 en Bizancio y que representa una escena de la lucha de Dionisos contra los indios. La placa de marfil había estado en posesión del emperador Carlomagno." [11] En pergamino. Cod. Sang. 359.
- Libro del Evangelio irlandés de San Gall: "Libro del Evangelio irlandés de San Gall. Contiene los Evangelios según Mateo, Marcos, Lucas y Juan y se ilustra con doce páginas ricamente decoradas. Este libro del evangelio fue escrito e iluminado por monjes irlandeses alrededor de 750, en Irlanda. Es el manuscrito irlandés más bello de la biblioteca conventual de San Gall".[11] En pergamino. Cod. Sang. 51.
- Regula S. Benedicti: "La copia más importante de la Regula Benedicti , que data de 810."[11]  En pergamino. Cod. Sang. 914. Es la copia de la Regla Benedictina más cercana al original en términos de historia del texto.
- Maximus de Turin, Sermones: "Los sermones del obispo Máximo de Turín (fallecido entre 408-423): uno de los manuscritos más importantes de los años 700, probablemente escrito en la Abadía de Luxeuil, en Borgoña, en uncial merovingia. Es uno de los libros más antiguos de la Biblioteca de la Abadía, conservado con su encuadernación original."[11] En pergamino. Cod. Sang. 188.
- Evangelium longum: "Evangelium longum, una obra de valor mundial producida por los monjes de San Gall Sintram (escritura) y Tutilo (encuadernación)."[11] En pergamino. Cod. Sang. 53. Circa 895. Encuadernado con tabletas de marfil tallado.
- Plano de San Gall: "El plano carolingio de San Gall es el dibujo arquitectónico más antiguo de Occidente que se nos ha transmitido y, por lo tanto, constituye un monumento importante en la historia de la cultura europea. Consiste en cinco hojas de pergamino de oveja cosidas juntas, y luego dobladas en formato cuarto. En el anverso está el plano original de una abadía con 52 edificios, 333 notas explicativas en latín y una carta de dedicación. Se produjo, probablemente sobre la base de modelos, en Reichenau, bajo la abadía de Heito o Erlebald, para (¿el abad?) Gozbert de San Gall (819 o alrededor de 827/830); El bibliotecario Reginbert y un joven colega agregaron notas explicativas."[11] En pergamino. Cod. Sang. 1092.[19]
- Psalterium aureum: "Salterio dorado (Psalterium aureum) de San Gall, copiado e iluminado de 17 miniaturas en el oeste del Imperio francés (Soissons?) O en la Abadía de San Gall por copistas e iluminadores del oeste de Francia."[11] En pergamino. Cod. Sang. 22.
- Calendar, Gradual, Sacramentary: "Antifonario, que data de alrededor del año 1000, con Calendario y Gradual (escrito y provisto de finos neumas probablemente por el monje Hartker), Ordo Missae y Sacramentario. Un monumento invaluable de la historia de la música."[11] En pergamino. Cod. sang. 339.
- Salterium Gallicanum con Cantica: "El Salterio de Wolfcoz, uno de los primeros ejemplos de iniciales iluminadas de alta calidad de San Gall."[11] En pergamino. Cod. Sang. 20.
- Composite manuscript (collection of capitularies of Ansegis, Lex Salica, Lex Ribuaria): "El primer catálogo de manuscritos del monasterio de San Gall de mediados del siglo IX, seguido de una colección de textos legales importantes (capitulares de Ansegis, Lex Salica, Lex Ribuaria )."[11] En pergamino. Cod. Sang. 728.

Del total de 2100 manuscritos, alrededor de 400 datan de antes de 1100, el momento de apogeo del monasterio. También es conocida su colección de manuscritos irlandeses medievales tempranos, la más grande colección de su tipo en el continente europeo.
Entre sus posesiones más valiosas se encuentran las partituras musicales con neumas, que es la notación musical más antigua que se conoce.
En el siglo XX, los manuscritos musicales más valiosos de la biblioteca se publicaron como facsímiles (especialmente en la serie Paléographie musicale).
Es por estas obras singulares y una colección excepcional que la UNESCO integró a la Biblioteca en 1983 en la categoría de patrimonio cultural mundial se elevó, se debe principalmente a la colección de manuscritos de la Biblioteca de la Abadía. Desde 2017 el Patrimonio documental de la antigua abadía de San Gall en los archivos de la abadía y en la biblioteca de la abadía de San Gall se encuentran inscriptos en el Registro de la Memoria del Mundo de la UNESCO.
Un objeto especial en la colección es la auténtica momia egipcia de Schepenese, que desde 1836 junto con su sarcófago es propiedad de la biblioteca. Su historia se remonta a aproximadamente 650 a 610 a. C. Es posible ver los sarcófagos en la sala principal.

## Servicios
La Biblioteca de la Abadía de San Gall es también uno de los dos centros de digitalización para códices electrónicos, con sede en la Universidad de Friburgo.
Entre los servicios que presta la Biblioteca sirve, por un lado, como museo con exhibiciones que cambian anualmente, en las que muestra piezas de sus manuscritos y existencias de los incunables de su colección. Por otro lado, sigue siendo una biblioteca de préstamos activa que está abierta a cualquier persona interesada. Funciona como biblioteca especializada en estudios medievales, historiografía, codicología y paleografía. Asimismo es importante por poseer textos antiguos en música, ciencia, medicina, astronomía, etc. Su fondo documental es utilizado por investigadores de todo el mundo.
Con el fin de permitir que una base de usuarios más amplia para que acceda a los manuscritos, desde 2002 se digitalizaron los códices medievales y una selección de códices modernos como parte del proyecto "Códices Electronici Sangallenses" (CESG) y se pusieron a disposición en una biblioteca virtual desde 2007. Esta biblioteca digital está compuesta por los manuscritos más bellos y los más importantes de Suiza, incluidos la colección de los manuscritos carolingios y otomanos de la biblioteca.

## Lista de los bibliotecarios de la abadía de San Gall
Esta lista incluye a los jefes de la Biblioteca de la Abadía de San Gall desde sus inicios hasta la actualidad.
- Uto (aprox. 861 a 864)
- Liuthart (867 a 872)
- Notker Balbulus (antes de 883 a 890)
- Waldram (de 905 a 909)
- Werinher (hasta 1133 Custodio)
- Rumo von Ramstein (1263 a 1270 Custodio)
- Hiltbold von Werstein (1297 hasta aprox,1301)
- Johannes Stöfer (Custodio de finales del siglo XV)
- Franz Gaisberg (1491 hasta aprox. 1496)
- Ulrich Heer (circa 1500 Custodio)
- Berchtold Zimmermann (Custodio de principios del s. XVI)
- Gallus Kopf (principios del s. XVI)
- Anton Vogt (circa 1510)
- Johannes Schmid von Steinheim (circa 1513)
- Albert Miles (1514 hasta aprox.1522 Custodio)
- Konrad Haller (1523 a 1525 Custodios)
- Hans Hofmeister (1530)
- Martin Störi (1530)
- Sartor  ? (Schneider) (1530 y 40?)
- Mauritius Enk (1564; de 1571 a 1575)
- Jodocus Metzler (1604 a 1624)
- Bonifaz Rüedlinger (1624 a 1627)
- Beat Keller (1630 a 1633)
- Ambros Negelin (1634)
- Aegidius Jonas von Buch (1635 a 1640)
- Otmar Kessler (1640 a 1642)
- Iso Pfaul (1661 a 1679)
- Dionys Mattlin (1679 a 1680)
- Hermann Schenk (1680 a aprox. 1683; 1692 a 1693; 1705 a 1706)
- Constantios von Sonnenberg (de aprox. 1683 a 1691)
- Hieronymus Lindenmann (1691)
- Burkhard Heer (1691 a 1705)
- Kolumban Bischof (1707 a 1707)
- Mauritius Müller (1707 a 1709; 1711 a 1712; 1712 a 1719 en el exilio; 1719 a 1722; 1734 a 1738)
- Innocenz Müller (1710 a 1711)
- Cölestin Teschler (1711)
- Bernhard Frank von Frankenberg (1722 a 1729)
- Aemilian Zeller (1729 a 1733)
- Cölestin Gugger von Staudach (1733)
- Basilius Balthasar (1734 a 1737)
- Edmund Weidner (1737 a 1738)
- Notker Heine (1738 a 1740)
- Honorat Peyer im Hof (1741 a 1742)
- Chrysostomus Hailland (1743 a 1744)
- Karl Helbling (1745 a 1746)
- Antonin Rüttimann (1746 a 1748)
- Píus Kolb (1748 a 1762)
- Ulrich Berchtold (1761 a 1773)
- Gerold Brandenberg (1773 a 1774)
- Magnus Hungerbühler (1774 a 1780)
- Johann Nepomuk Hauntinger (1780 a 1823)
- Franz Josef Büeler ( comisario de 1804 a 1805)
- Konrad Meier (1805 a 1811)
- Ildefons de Arx (1824 a 1833)
- Franz Weidmann (1833 a 1834; 1836 a 1843)
- Alois Fuchs (1833 a 1836)
- Visita guiada de la comisión de la biblioteca: Leonhard Gmür, Carl Johann Greith, Franz Buchegger (desde el 1 de julio de 1845)
- Anton Henne (1855 a 1861)
- Franz Eduard Buchegger (1861 a 1868)
- Johann Baptist Näf (1868 a 1872)
- Franz Anton Rohrer (1872 a 1873)
- Otto Zardetti (1874 a 1876)
- Johann Nepomuk Idtensohn (1876 a 1892)
- Adolf Fäh (1892 a 1932)
- Josef Müller (1933 a 1947) (nieto de Martin Vog )
- Johannes Duft (1948 a 1981)
- Peter Ochsenbein (1981 a 2000)
- Ernst Tremp (2000 a octubre de 2013)
- Cornel Dora (desde noviembre de 2013)